# 대한체조협회
대한체조협회는 체조운동을 통한 국민체력 향상과 우수한 체조인력 양성을 목적으로 1995년 3월 30일 설립된 대한민국 문화체육관광부 소관의 사단법인이다. 사무실은 서울특별시 송파구 오륜동 88 올림픽회관 내에 있다.

## 주요 사업
- 각종 체조대회 주관
- 체조 국제대회 파견과 초청
- 체조선수 양성과 체조 보급